# 松平忠済
松平 忠済（まつだいら ただまさ）は、江戸時代中期から後期にかけての大名。信濃国上田藩4代藩主。官位は従五位下・左衛門佐、伊賀守。伊賀守系藤井松平家6代。

## 生涯
寛延4年（1751年）8月24日、3代藩主・松平忠順の長男として上田で誕生した。
天明3年（1783年）、父の死去により家督を継ぐ。幕命による普請手伝いや桜田御門番、西の丸大手門番などを歴任したため、藩財政が悪化した。明和6年（1769年）に従五位下・左衛門佐に叙位・任官する。武芸を奨励し、武芸稽古所を創設した。
長男の忠英が早世すると、晩年には家督相続をめぐっての争いが起こり、忠済は分家の忠学を養子として迎え、文化9年（1812年）5月6日に家督を忠学に譲って隠居した。文政11年（1828年）7月26日に江戸で死去した。享年78。

## 系譜
父母
- 松平忠順（父）
- 山本氏 - 側室（母）

正室
- 松平武元の娘

側室
- 木村氏
- 小林氏
- 磯氏
- 吉野氏

子女
- 松平忠英（長男）
- 松平忠和（次男）
- 丹羽氏昭正室
- 光柏院 - 松平忠学正室
- 岡部長慎正室
- 永井尚監正室
- 相馬樹胤正室
- 柳生俊睦正室
- 松平忠徳正室

養子
- 松平忠学 - 松平忠明の次男

長男の忠英は嫡子だったが、家督相続前に21歳で死去した。四男の忠和は5代藩主・忠学の養子となったものの、これも23歳で早世し、伊賀守系藤井松平家の嫡流は絶えた。次女が忠学の正室となり、他家に嫁いだ娘は6人いる。